# نومبيو
نومبيو هي قاعدة بيانات عالمية من مصادر جماهيرية حول أسعار المستهلك، ومعدلات الجريمة، وجودة الرعاية الصحية، من بين إحصاءات أخرى. لا تتم مراجعة البيانات الموجودة على نومبيو من قِبل النظراء، ويمكن إدخالها أو تبديلها بواسطة أي شخص يقوم بالوصول إلى موقع الويب. وقد تم انتقادها بسبب عدم دقتها نظرًا لسهولة إساءة استخدام الإحصاءات والمعلومات المضللة العامة.

## الوصف
تأسست نومبيو في نيسان 2009، ويزعم أنه «قاعدة بيانات تعاونية على الإنترنت» تمكن المستخدمين من «مشاركة ومقارنة المعلومات حول تكلفة المعيشة بين البلدان والمدن». موقع نومبيو الإلكتروني تديره شركة نومبيو دوو، وهي شركة مسجلة في صربيا. مؤسس نومبيو هو ملادين أداموفيتش.